# Nelson Homer Barbour

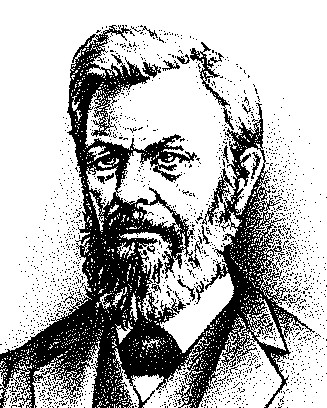
Nelson H. Barbour

Nelson Homer Barbour (* 1824 in Throopsville, New York; † 1905) war ein US-amerikanischer Adventist.
Bekannt wurde er durch seine Verbindung mit dem Bibelforscher Charles Taze Russell in den Jahren 1876 bis 1881. Nach dem Ausbleiben der Wiederkunft Christi im Jahr 1844 brach die Erweckungsbewegung zusammen. Aus dieser „Großen Enttäuschung“ von 1844 sammelte er eine kleine Gruppe ehemaliger Milleriten, die das Prinzip der Naherwartung Christi um Nelson H. Barbour bewahrten.
Er begann intensiv die Bibel zu studieren, um den vermeintlichen Fehler der Wiederkunftsberechnung zu finden. 1869 veröffentlichte er seine erste eigene Arbeit, da er glaubte, Beweise für das Kommen Jesu im Jahr 1874 gefunden zu haben. Er veröffentlichte daraufhin die Publikation The Midnight Cry (Der Mitternachtsruf), änderte aber bald den Namen in The Herald of the Morning (Der Herold des Morgens). 
Es ist sehr wenig über sein Privatleben bekannt. Nach unterschiedlichen Quellen heißt es, dass er verheiratet war, und auf einer anderen basierend, dass er eine Goldmine in Australien hatte, bevor er in die Vereinigten Staaten kam und seinen Missionsdienst anfing. Er starb vermutlich 1905 auf einer Reise in den amerikanischen Westen, obgleich andere Quellen seinen Tod ins Jahr 1908 datieren. Sein Nachruf erschien in The World’s Crisis, eine Zeitschrift der Universalisten, die von John H. Paton, einem ehemaligen Mitarbeiter redigiert wurde.
1876 kamen Charles T. Russell und Nelson H. Barbour erstmals in Kontakt. Russell beteiligte sich redaktionell und finanziell an Barbours Zeitschrift Herald of the Morning. Ein Jahr später brachten sie gemeinsam das 196-seitige Buch Three Worlds and the Harvest of this World (anderer Titel: Three Worlds or Plan of Redemption) heraus. Aber schon 1878 wurde die Verbindung der zwei Männer durch theologische Auseinandersetzungen geschwächt, bis die Verbindung schließlich zerbrach. Ab Sommer des Jahres 1879 veröffentlichte Russell dann seine eigene Zeitschrift mit der Bezeichnung Zion’s Watch Tower and Herald of Christ’s Presence. Barbour veröffentlichte noch bis 1903 den Herald. 